# Sannakji
El sannakji o sannakji hoe es una variedad de hoe, o plato crudo, de la gastronomía de Corea. Consiste en nakji (낙지, un pulpo pequeño) vivo que se corta en trozos pequeños y se sirve inmediatamente, normalmente condimentado levemente con sésamo y aceite de sésamo. Los trozos de nakji suelen seguir retorciéndose en el plato. También puede servirse entero.
Debido a que las ventosas de los trozos de los tentáculos siguen activos cuando el plato se sirve, existe un claro riesgo si se come sannakji, ya que estos trozos pueden adherirse a la boca o la garganta. Esto también puede suponer riesgo de asfixia para algunas personas, particularmente si se intoxican. Debe masticarse bien para que ningún trozo sea lo suficientemente grande como para pegarse a la garganta. A ciertas personas les gusta sentir cómo se retuercen los trozos mientras los tragan, por lo que no los mastican completamente. Quienes no tengan práctica deben masticar bien el sannakji antes de tragarlo.
Los vocabularios de las dos Coreas difieren sobre el nakji: los surcoreanos llaman así a un tipo pequeño de pulpo, mientras los norcoreanos llaman nakji (nakchi en McCune-Reischauer) a un calamar.